# 오노촌 (아오모리현)
오노촌(大野村)은 아오모리현 히가시쓰가루군에 놓여졌던 촌이다. 1954년 5월 3일에 아오모리시에 편입되어 소멸하였다.

## 연혁
- 1889년 4월 1일 - 정촌제 시행에 의해 히가시쓰가루군 오노촌의 일부, 호소코시촌, 야스다촌과 합병해, 오노촌이 성립하였다.
- 1932년 6월 1일 - 오이자 오노의 일부를 분리해 아오모리시에 편입하였다.
- 1954년 5월 3일 - 아오모리시에 편입되어 소멸하였다.